# Куантаев, Ермек Булатханович
Ерме́к Булатха́нович Куанта́ев (каз. Ермек Болатханұлы Қуантаев; 13 октября 1990, Кустанай, Казахская ССР) — казахстанский футболист, защитник казахстанского клуба «Хан-Тенгри».

## Биография
Ермек Куанатев родился в рабочей семье. Отец работал стекольщиком, мать — домохозяйка. Имеет двух старших братьев. Является воспитанником костанайского «Тобола». С 2007 года играл в дубле, где в 2008 и в 2009 годах становился чемпионом Казахстана среди дублёров.

### Клубная карьера
Дебютировал за родной «Тобол» в матче с «Акжайыком». Стал любимцем костанайской публики. В первом для себя сезоне Ермек стал чемпионом.
В сезоне 2011 Куантаев начинает играть в роли защитника. Отыграл два матча в квалификации Лиги чемпионов. Вместе с командой стал финалистом кубка Казахстана.
2 июля 2015 года во втором квалификационном раунде Лиги Европы забил один из мячей в ворота «Црвены Звезды», чем помог «Кайрату» победить в Сербии 2:0
В сезоне 2018 был отдан в аренду в талдыкорганский «Жетысу».

### Карьера в сборной
В сентябре 2010 года вызван в молодёжную (до 21) сборную Казахстана. 6 сентября 2012 года забил гол в ворота молодёжной сборной Латвии.

## Достижения

### Командные
- Чемпион Казахстана: 2010
- Серебряный призёр чемпионата Казахстана: 2015, 2016, 2017
- Бронзовый призёр чемпионата Казахстана: 2014
- Обладатель Кубка Казахстана (3): 2014, 2015, 2017
- Финалист Кубка Казахстана: 2011
- Обладатель Суперкубка Казахстана (2): 2016, 2017

### Личные
- Лучший молодой игрок Казахстана: 2010

## Личная жизнь
Жена Далель, сын Карим, сын Ибрагим, сын Иса, сын Хаким.